# 머독 (인터넷 방송인)
머독(본명: 박진수, 1993년 ~ )은 아프리카TV에서 활동하는 스트리머이다. 방송으로 사람들과 노닥거리면서 게임하는 모습이 재미있어 보여 방송을 시작하게 됐다고 한다.
처음에는 아프리카TV에서 모아드라는 이름으로 방송을 시작했으나 잭애스를 틀고 영구정지를 당해 머독으로 개명하여 방송을 재개하였다. 이후 2016년 아프리카TV갑질 논란이 터지면서 트위치로 이동하였다. 
과거에는 가면을 쓰고 방송을 하였지만 2019년 3월 3일, 당시 구독자 57만을 보유했던 머독이 유튜브 구독자가 60만명이 넘으면 얼굴을 공개하겠다는 공약을 내걸었고 3월 5일 구독자 60만명이 되자 3월 6일 얼굴을 공개하였다.
이후 트위치가 한국에서 사업을 철수하면서 2024년 2월 아프리카TV로 이적하였다.

## 가족 관계
형인 형독은 전직 카트라이더 프로게이머이며 현재 인터넷 방송인으로 활동하고 있다.